# Стюарт, Роберт, 1-й герцог Олбани
Роберт Стюарт (англ. Robert Stewart; около 1340 — 3 сентября 1420) — шотландский аристократ, а затем принц, граф Ментейт с 1361 года, граф Файф с 1371 года, 2-й граф Бьюкен в 1394—1406 годах, 1-й герцог Олбани с 1398 года, граф Атолл в 1403—1406 года, ведущий политический деятель Шотландии конца XIV — начала XV века, регент страны в период правления трёх королей — (Роберта II, Роберта III и Якова I). Третий по старшинству сын короля Роберта II от первого брака с Элизабет Мур.

## Происхождение
Роберт происходил из шотландского рода Стюартов, имевшего бретонское происхождение. Его предки были наследственным управляющими Доля в Бретани. Один из них, Алан Фиц-Флаад, оказался на службе у английского короля Генриха I. Потомки его старшего сына Уильяма, Фицаланы остались в Англии, получив позже титул графов Арундел, а третий сын, Уолтер Фиц-Алан, около 1136 года поступил на службу к шотландскому королю Давиду I, став к концу его правления королевским дапифером (стюардом) (лат. dapifer regis Scotie). Эта должность стала передаваться по наследству потомкам Уолтера и в XIII веке получила название «стюард Шотландии» (лат. senescallus Scotie), что демонстрирует её высокий статус и значимость в национальном масштабе. Кроме того, во время правления королей Давида I и Малькольма IV Стюарты получили обширные владения в Ренфрушире, северную половину Кайла (центральной частью Айршира), а также крупные поместья в Берикшире, Роксбургшире и Хаддингтоншире. Глава семьи был одним из самых могущественных баронов в Шотландии. Центром владений Стюартов был замок Ренфру. В XIII веке представители рода стали использовать фамилию «Стюарт» (англ. Stewart), адаптировав название должности. В это время Стюарты играли заметную роль в национальной политике. После смерти короля Александра III Джеймс Стюарт был одним из шести хранителей Шотландии.
С середины XIII века Стюарты находились в тесном союзе с родом Брюсов, поддерживая их во время Первой войны за независимость Шотландии. В начале XIV века Уолтер Стюарт (около 1296 — 1327) стал одним из ближайших соратников короля Роберта I Брюса. В 1314 году он командовал одним из шотландских отрядов в битве при Бэннокбёрне, а в 1315 году женился на Марджори Брюс, дочери короля. В этом браке родился будущий король Роберт II.
Поскольку у короля Роберта I долгое время не было сыновей, его единственный внук мужского пола вскоре после рождения стал рассматриваться в качестве одного из возможных наследников престола. 3 декабря 1318 года король признал своего одноимённого внука наследником шотландского престола, если он сам не сможет произвести мужского потомства. Хотя в 1324 году Элизабет де Бург, вторая жена Роберта I, родила мальчика — будущего короля Давид II, Роберт Стюарт, к тому моменту унаследовавший после смерти отца должность стюарда Шотландии, был признан шотландским парламентом в качестве наследника престола, если Давид умрёт без потомства. После возобновления в 1330-е годы войны с Англией он был важной фигурой в королевстве, дважды становясь хранителем (регентом) Шотландии (в 1334—1335 и 1338—1341 годах). Только после возвращения в Шотландию Давида II в 1341 году Роберт перестал быть правителем королевства, однако продолжал оставаться наследником бездетного дяди.
В 1330-е годы Роберт женился в первый раз. Его избранницей стала Элизабет Мур, дочь айрширского землевладельца Адама Мура из Роваллана. Прошло почти 10 лет брака и у них родилось несколько детей, когда супруги решили обратиться к папе, чтобы получить разрешение на брак. Оно было выдано 22 ноября 1347 года и позволило узаконить всех родившихся до этого детей задним числом. Иоанн Фордунский указывает, что Роберт и Элизабет провели официальную церемонию бракосочетания в 1349 году. С. Бордман полагает, что проблемы с официальным заключением брака могли возникнуть из-за сложной политической ситуации в Шотландии в 1330-е годы, когда король Давид II находился в изгнании, а юный Роберт оставался старшим королевским родственником в Шотландии, стремившимся к скорому браку, а получение папского разрешения в этот период было усложнено.
Старшим из сыновей был Джон — будущий король Шотландии (под именем Роберта III). Кроме него до совершеннолетия дожили ещё трое сыновей, родившихся в этом браке. Старший из них, Уолтер, который женился между 21 июля 1360 года и 21 июля 1361 года на Изабелле, наследнице Дункана, графа Файфа, умер, вероятно, в конце 1362 года (не позже 10 января 1363 года), не оставив наследников. Следующим по старшинству был Роберт. Младшим из братьев был Александр, граф Бьюкен, лорд Росс и Баденох. Кроме того, в первом браке родилось минимум 5 дочерей, браки которых играли важную роль в политике их отца. 
Элизабет, первая жена Роберта II, умерла не позже 1355 года; в мае того же года он получил папское разрешение на брак с Ефимией Росс, вдовствующей графини Морей, сестрой Уильяма, графа Росса, и вдовой Джона Рэндольфа, графа Морей, погибшего в 1346 году в битве при Невиллс-Кросс. С. Бордман указывает, что согласно современным исследованиям именно права второй жены будущего короля на Морей могли привести к тому, что под его контроль перешёл Баденох. Кроме того, установленные династические связи с Уильямом, графом Россом, оказались достаточно важными для проводимой в 1360-е годы политики. В этом браке родилось двое сыновей, Давид Стюарт, граф Стратерн и Кейтнесс, и Уолтер Стюарт, граф Атолл, а также минимум 2 дочери.

## Молодые годы
Роберт Стюарт был третьим сыном короля Шотландии Роберта II и Элизабет Мур, рождённым до заключения официального брака. Уже в 1382 году Роберт, граф Файф, был назначен лордом великим камергером Шотландии, ответственным за сбор доходов в королевскую казну. После того, как наследник престола, его старший брат граф Каррик, вследствие травмы оказался неспособным к исполнению государственных обязанностей, Роберт Стюарт в 1389 году был назначен регентом-«хранителем» королевства, действующим под контролем парламента, и сохранил этот пост после вступления на престол Шотландии в 1390 году своего старшего брата в качестве короля Роберта III.
Став регентом, Роберт Стюарт более чем на 30 лет сохранил свои лидирующие позиции в системе управления Шотландии. Не будучи выдающимся военачальником, Роберт Стюарт понимал важность опоры в военных делах на крупнейших баронов страны и активно способствовал организации рейдов шотландских магнатов на английскую территорию в начале XV века. Одновременно граф Файф активно использовал слабость королевской власти в период правления Роберта III: он получил право беспошлинного экспорта шерсти, ему были переданы доходы с таможен нескольких городов и назначено несколько пенсионов из государственной казны. В результате доходы Роберта достигали огромной по тому времени суммы в 2000 фунтов стерлингов в год.

## Герцог Олбани
В 1398 году Роберт Стюарт стал герцогом Олбани, получив титул, свидетельствующий о его королевских амбициях: Albany, Alba — по-гэльски «Шотландия». В то же время господствующие позиции герцога Олбани в королевской администрации были оспорены старшим сыном короля Роберта III, Давидом Стюартом, герцогом Ротсеем. По инициативе Давида Стюарта парламент страны в 1399 году обвинил герцога Олбани в ненадлежащем управлении страной и отстранил его от власти. Реванш наступил в 1402 году Роберт Стюарт захватил Ротсея, который и умер под арестом в Фолклендском замке герцога Олбани. Король Роберт III объявил о невиновности Олбани в смерти своего сына. Роберт Стюарт вновь стал фактическим главой Шотландии.

## Правитель Шотландии
В 1406 году умер король Роберт III. Новый король Шотландии — двенадцатилетний Яков I Стюарт — находился в английском плену. Герцог Олбани был провозглашен правителем Шотландии и сконцентрировал в своих руках всю полноту власти в стране.

### Внешняя политика
Основной проблемой внешней политики герцога Олбани стала борьба за возвращение из английского плена шотландских дворян, захваченных в битве при Хомильдон-Хилле, включая сына герцога Олбани, Мердока Стюарта, при сохранении как возможно дольше в английском плену короля Якова I. Ведя переговоры о перемирии и даже заключении мирного договора с Англией, герцог Олбани одновременно поддерживал оппозиционные английскому королю Генриху IV силы: графа Нортумберленда, Оуайна Глиндура. В 1416 году Олбани удалось добиться освобождения из английского плена своего сына Мердока за выкуп в 10 тыс. фунтов стерлингов. Король Яков I при жизни герцога Олбани так и не был освобожден.
В 1409 году возобновились военные действия с Англией. Шотландские отряды захватили и разрушили Йедбург. В результате под властью Англии осталось лишь два шотландских города — Роксборо и Берик-апон-Туид. Военные действия, однако, велись без особой энергии. Лишь в 1417 году, в условиях завоевания англичанами Нормандии, Шотландия пришла на помощь своему союзнику Франции, направив крупную армию, командовал которой сам регент, в северную Англию. Но осада шотландцами Роксбурга и Берика успеха не принесла. В 1419 году во Францию был направлен шотландский экспедиционный корпус во главе с сыном регента, Джоном Стюартом, графом Бьюкена, для поддержки военных операций дофина Карла.
В период Великого раскола герцог Олбани сохранял традиционную для Шотландии поддержку авиньонского папы, в то время как король Яков I через своих представителей активно участвовал в Констанцском соборе, на котором был преодолён раскол церкви. Лишь давление университета и парламента Шотландии вынудило герцога Олбани в 1418 году признать Мартина V, нового папу, главой единой католической церкви.

### Внутренняя политика
Эффективный политик, герцог Олбани умело использовал конфликты между различными группами шотландских баронов для поддержания своей власти и управления страной. Лавируя между Дугласами, Данбарами и многочисленными представителями рода Стюартов, Олбани усиливал своё влияние в стране.
Основным противником регента стал Дональд Макдональд, лорд Островов, лидер гэльского запада страны, который вел фактически независимую от Шотландии политику, вступая в соглашения с Англией и Францией. В 1410 году противостояние Олбани и лорда Островов вылилось в военный конфликт за право наследования северо-шотландского графства Росс. Борьба за Росс, завершившаяся компромиссом, показала равновесие гэльских и английских сил в Шотландии.
В период правления герцога Олбани в Шотландии появляются первые протестанты — сторонники учения Уиклифа. Борьба с еретиками способствовала важнейшему культурному событию в Шотландии начала XV века — основанию в 1410 году первого в стране Сент-Эндрюсского университета.
Роберт Стюарт умер в 1420 году и был погребён в Данфермлинском аббатстве.

## Семья
Герцог Олбани был дважды женат: на Маргарет Грехем (ум. около 1380) и Мюриэле Кейт (ум. около 1449). От двух браков он имел восемь дочерей и четырёх сыновей: Мердока (1362—1425), 2-го герцога Олбани, Джона (1380/1381—1424), графа Бьюкена и коннетабля Франции, Эндрю (ум. до 1413) и Роберта (ум. 1424), графа Росса.